# Andrzej Korczak (1896–1991)
Andrzej Mikołaj Korczak (ur. 27 listopada 1896 w Ksawerowie Starym, zm. 8 listopada 1991) – polski rolnik i ekonomista, poseł na Sejm PRL III kadencji.

## Życiorys
Uzyskał wykształcenie średnie, z zawodu rolnik i księgowy. Walczył w wojnie polsko-rosyjskiej, w czasie II wojny światowej służył w Armii Krajowej. Wstąpił do Zjednoczonego Stronnictwa Ludowego, w 1961 został wybrany posłem na Sejm PRL z okręgu Pruszków, zasiadał w Komisji Przemysłu Ciężkiego, Chemicznego i Górnictwa. Pełnił funkcję prezesa Powiatowego Komitetu ZSL w Grójcu. W latach 1960–1975 był prezesem Banku Spółdzielczego w Warce.
Pochowany na cmentarzu parafialnym w Warce.